# UDF 2457
UDF 2457とは、地球から見てろ座の方向に5万9000光年離れた位置にある恒星である。
UDF 2457は、HUDF（ハッブル・ウルトラ・ディープ・フィールド）で発見された、HUDF内で最も遠い恒星である。スペクトル分類はM0.5型である。UDF 2457のUDFはウルトラ・ディープ・フィールドの略である。UDF 2457はHUDF内で目立つ恒星ではないが、HUDF内で識別子として利用されている恒星である。
UDF 2457の光学的な赤方偏移の値は0.364であるが、もしこの値を信ずると、UDF 2457は47億光年離れた位置にある絶対等級-15.7という異常な天体になってしまう。5万9000光年という計算された値では、絶対等級は8.8である。銀河系の直径は約10万光年あり、恒星ストリーム内にある矮小銀河や星団内の恒星を除けば、最も遠い銀河系の恒星である可能性がある。